# Trogodes touroultiminettii
Trogodes touroultiminettii är en skalbaggsart som beskrevs av Rojkoff 2011. Trogodes touroultiminettii ingår i släktet Trogodes och familjen Cetoniidae. Inga underarter finns listade i Catalogue of Life.